# Marie Bergman (chanteuse)
Pour les articles homonymes, voir Marie Bergman.
Marie Bergman (née le 21 novembre 1950 à Stockholm en Suède) est une chanteuse suédoise. Entre 1969 et 1972, elle fut membre du groupe de pop Family Four qui représenta la Suède au concours Eurovision de 1971 et 1972.
Elle commence sa carrière solo en 1974 et a composé et sorti 13 albums de pop ainsi que deux albums de jazz. Pour ceux-ci, elle a reçu de nombreuses récompenses. En 1994, elle représente de nouveau la Suède au concours Eurovision, cette fois-ci avec Roger Pontare (sv), ce qui la fait devenir l’artiste ayant représenté la Suède le plus de fois pour ce concours. Ce record est égalé par Carola Häggkvist en 2006.